# 雀ミサ
ミサ・ブレヴィス ハ長調 K. 220 (196b) は、ヴォルフガング・アマデウス・モーツァルトが作曲したミサ曲。正確な番号はミサ曲 第9番である。『雀ミサ』や『雀のミサ』などの愛称で呼ばれている。

## 概要
モーツァルトはマンハイム・パリ旅行に出発する前の2年半は、ザルツブルクに留まって宮廷作曲者の仕事に専念しており、この時期に6曲のミサ曲が書かれた。この作品は自筆譜が失われているため、正確な作曲年代や日付はわかっていないが、1775年または1776年に作曲されたと伝えられている。
なお、このミサ曲が『雀ミサ（Spatzenmesse）』と呼ばれているのは、曲中の「サンクトゥス」と「ベネディクトゥス」のヴァイオリンの高音域でのモティーフが鳥の囀りに似ていることに由来すると言われている。

## 編成
独唱4部（ソプラノ、アルト、テノール、バス）、合唱4部、トランペット2、トロンボーン3、ティンパニ、ヴァイオリン2部、低音楽器、オルガン

## 構成
全体は6曲で構成されており、演奏時間は約16分である。
- 第1曲 キリエ
- 第2曲 グローリア
- 第3曲 クレド
- 第4曲 サンクトゥス
- 第5曲 ベネディクトゥス
- 第6曲 アニュス・デイ